# Xanthorhoe hortulanaria
Xanthorhoe hortulanaria är en fjärilsart som beskrevs av Ludwig Carl Friedrich Graeser 1888. Xanthorhoe hortulanaria ingår i släktet Xanthorhoe och familjen mätare. Inga underarter finns listade i Catalogue of Life.